# Václav Hlavatý
Václav Hlavatý, né le 27 janvier 1894 à Louny en Autriche-Hongrie et mort le 11 janvier 1969 à Bloomington, dans l'Indiana, est un mathématicien et physicien théoricien tchécoslovaque, puis américain.

## Biographie
Après des études secondaires à Louny, Hlavatý étudie à l’université Charles de Prague et à l’université technique de Prague, en particulier la géométrie descriptive. Ses études sont interrompus par la Première guerre mondiale entre 1915 et 1918. En 1920, il passe son examen de qualification d’enseignant et devient professeur de lycée à  Louny, puis à Prague. Il soutient néanmoins en 1921 une thèse de mathématiques à l’université Charles de Prague. 
En 1924 il étudie auprès de Jan Schouten à  l’université de technologie de Delft et s’habilite en 1925 à l’université Charles de Prague (Les congruences dans les espaces non-euclidiens), et l’année suivante à l’université technique.
Grâce à une bourse de la Fondation Rockefeller il voyage en 1927/28 en Italie et en France ; l’année suivante, il enseigne à  Oxford. En 1931 il est nommé professeur extraordinaire à l’université Charles de Prague ;   il devient professeur ordinaire en 1936.
En 1936, conférencier invité au Congrès international des mathématiciens qui se tient à Oslo, il y donne un exposé intitulé Invariants conformes, géométrie de M. Weyl et de M. König. En 1937 il est professeur invité à Bucarest, puis en 1937/38 à l’Institute for Advanced Study de Princeton, où se trouvent  Albert Einstein et Hermann Weyl. Il passe la Deuxième Guerre mondiale à Prague :  les universités tchèques étant fermées à cause de l’occupation allemande, il se consacre à ses travaux scientifiques, écrit des manuels et prend part à l’insurrection de Prague.  Membre du parti national social tchèque, il en est brièvement élu député en 1945/1946.
Tout de suite après la guerre, à nouveau professeur, il est invité en Pologne, aux Etats-Unis et à Paris. Après une invitation en 1948 à l’Université de l'Indiana à Bloomington, il décide d’y rester avec sa famille (il s’est remarié en 1931 avec Olga Neumann, et le couple a une fille) et y obtient en 1952 un poste comme professeur de mathématiques.

## Travaux
Les recherches de Hlavatý portent principalement sur la géométrie différentielle et ses liens avec la théorie de la relativité générale. Il a en particulier consacré d’importants articles aux théories unitaires, essayant de généraliser la relativité générale pour y intégrer d’autres phénomènes physiques, dans la lignée de Schouten. Il a correspondu avec Albert Einstein sur les théories unitaires de ce dernier, mais aussi sur celles proposées par Hermann Weyl et  Erwin Schrödinger.
- Václav Hlavatý, « Le parallélisme de la connexion de M. Weyl », Annales scientifiques de l’Ecole normale supérieure, 3e série, vol. 46,‎ 1929, p. 73-103.
- Václav Hlavatý, Les courbes de la variété générale à n dimensions, Paris, Gauthier-Villars, 1934.
- Václav Hlavatý, « Faisceaux de Darboux et questions connexes dans l'espace affine courbe », Časopis pro pěstování matematiky a fysiky, vol. 66, no 4,‎ 1937, p. 229-260.
- (de) Václav Hlavatý et Max Pinl (traducteur), Differentialgeometrie der Kurven und Flächen und Tensorrechnung, Groningen/Batavia, Noordhoff, 1939.
- (de) Václav Hlavatý et Max Pinl (traducteur), Differentielle Liniengeometrie, Groningen, Noordhoff, 1945.
- Václav Hlavatý, Geometry of Einstein’s Unified Field Theory, Groningen, Noordhoff, 1957.